# Елдорадо ат Санта Фе (Њу Мексико)
Елдорадо ат Санта Фе (енгл. Eldorado at Santa Fe) насељено је место без административног статуса у америчкој савезној држави Њу Мексико.

## Демографија
По попису из 2010. године број становника је 6.130, што је 331 (5,7%) становника више него 2000. године.
| Група             | 2000.         | 2010.         |
| Белци             | 4.789 (82,6%) | 5.113 (83,4%) |
| Афроамериканци    | 35 (0,6%)     | 44 (0,7%)     |
| Азијати           | 49 (0,8%)     | 62 (1,0%)     |
| Хиспаноамериканци | 783 (13,5%)   | 780 (12,7%)   |
| Укупно            | 5.799         | 6.130         |